# Laughter
Pour plus de détails, voir Fiche technique et Distribution.
Laughter est un film américain réalisé par Harry d'Abbadie d'Arrast, sorti en 1930.

## Synopsis
Peggy, une ancienne danseuse des Ziegfeld Follies, a épousé le riche C. Mortimer Gibson, un homme plus âgé qu'elle. Un an après leur mariage, plusieurs événements arrivent simultanément : Ralph Le Saint, un jeune sculpteur, toujours amoureux de Peggy, prévoit de se suicider ; Paul Lockridge, un pianiste lui aussi toujours amoureux d'elle, revient de Paris et lui offre ses services pour la divertir; Marjorie, la fille de Gibson, revient chez son père après ses études à l'étranger. 
Marjorie sort avec Ralph, ce qui déplaît beaucoup à son père. Paul implore Peggy d'aller avec lui à Paris, mais elle refuse. Lorsque Marjorie prévoit de s'enfuir avec Ralph, Peggy fait passer ce dernier pour un coureur de dot, ce qui provoque le suicide du jeune homme. À la suite de cela, Peggy confesse à Gibson qu'elle n'est pas heureuse et rejoint Paul à Paris. 

## Fiche technique
- Titre original : Laughter
- Réalisation : Harry d'Abbadie d'Arrast
- Scénario : Harry d'Abbadie d'Arrast, Douglas Z. Doty, Herman J. Mankiewicz, Donald Ogden Stewart
- Costumes : Eugene Joseff
- Photographie : George J. Folsey
- Son : Ernest Zatorsky
- Montage : Helene Turner
- Musique : Vernon Duke
- Production : Monta Bell
- Société de production : Paramount Pictures
- Société de distribution : Pictures
- Pays d'origine :  États-Unis
- Langue originale : anglais
- Format : noir et blanc — 35 mm — 1,20:1 — son Mono
- Genre : Comédie dramatique
- Durée : 85 minutes
- Date de sortie : États-Unis : 25 septembre 1930

## Distribution
- Nancy Carroll : Peggy Gibson
- Fredric March : Paul Lockridge
- Frank Morgan : C. Mortimer Gibson
- Glenn Anders : Ralph Le Saint
- Diane Ellis : Marjorie Gibson
- Leonard Carey : Benham, le majordome de Gibson
- Ollie Burgoyne : Pearl, la femme de chambre de Peggy

## Chanson du film
- "Little Did I Know", paroles et musique de Irving Kahal, Pierre Norman et Sammy Fain

## Nominations
- Oscars du cinéma 1931 : Oscar de la meilleure histoire originale

## Autour du film
- Dès 1931, plusieurs remakes ont été tournés dans d'autres langues : A Mulher Que Ri, Rive gauche, Lo mejor es reír, Die Männer um Lucie